# Theodor von Offermann
Theodor Gustav Anton von Offermann (8. února 1822 Náhon – 15. listopadu 1892 Brno) byl moravský průmyslník.

## Život
Narodil se jako syn brněnského textilního továrníka Karla von Offermanna (1792–1869), který byl roku 1863 povýšen do rakouského dědičného rytířského stavu, a jeho manželky Caroline, rozené von Fries. Jeho starším bratrem byl Karl von Offermann (1820–1894). Jeho synovci byli Karl (1850–1908), Alfred a Edwin von Offermann.
Po dokončení studií na berlínské univerzitě si rozšiřoval své znalosti o výrobě látek ve Francii, Belgii a Anglii. V roce 1845 nastoupil do práce do otcovy továrny na sukna. Po sňatku s Annou Bracegirdle (25. dubna 1847 v Brně), dcerou strojírenského továrníka Thomase Bracegirdleho, se stal spolumajitelem firmy Thomas Bracegirdle & Sohn, Brünn. Když byl v roce 1862 jmenován spoluředitelem továrny svého tchána, přesunul své obchodní zájmy do těžkého, uhelného a ocelářského průmyslu a později také do cukrovarnictví. V následujících letech se stal také členem správních rad různých důlních společností. Angažoval se také ve veřejném životě v Brně jako člen obecního výboru (1879–1884). Proslul i jako mecenáš a významným způsobem se podílel na financování výstavby Moravského průmyslového muzea.
V roce 1864 získal velkostatek Jehnice u Brna. V roce 1871 koupil zámek Schrattenthal a v roce 1872 zámek Deinzendorf.
Dne 18. února 1872 se firma Thomas Bracegirdle & Sohn, Brünn spojila s k.k. priv. Maschinenfabrik H.A. Luz, Brünn a vznikla tak První brněnská strojírenská společnost (Erste Brünner Maschinen-Fabriks-Gesellschaft). Převzal funkci předsedy představenstva nové společnosti. V roce 1884 opustil otcovu továrnu na sukna.
Byl hlavním akcionářem drnovické cukrovarnické společnosti Offermann & Co. ve Vyškově, založené z iniciativy Johanna Mundyho, a vlastnil i cukrovar v Ödenburgu. Krátce před svou smrtí byl v roce 1892 povýšen do rakouského dědičného baronského stavu. Za zásluhy byl nositelem Řádu železné koruny III. třídy a rytířem francouzského Řádu čestné legie. 
V roce 1892 odkázal jehnický velkostatek svému vnukovi Brunovi von Bauerovi. Syn Viktor von Offermann přesunul po otcově smrti své sídlo z Brna na zámek Schrattenthal. Dcera Mathilda (1857–1926) se provdala za velkostatkáře a dlouholetého moravského zemského poslance Eduarda Ulricha.